# Assholes By Nature
Assholes by Nature (ABN) of Slow Loud and Bangin' (SLAB) is een Amerikaans rapduo uit Houston, bestaande uit Trae en diens neef Z-Ro. Ze traden voor het eerst samen op in de jaren negentig.
In 2008 gaf Rap-a-Lot Records hun debuutalbum uit, getiteld It Is What It Is.

## Discografie
- It Is What It Is (2008)